# Liggend naakt (Sjaantje van Ingen)
Liggend naakt (Sjaantje van Ingen) is een schilderij van de Nederlandse kunstschilder Isaac Israëls. Het werd tussen 1894 en 1900 geschilderd in olieverf op doek. De afmetingen zijn 40,3 × 64,6 centimeter. Het toont Israëls' model Sjaantje van Ingen, naakt op een sofa, lezend in een boek. De stijl is impressionistisch. Het werk bevindt zich thans in particuliere collectie.
Israëls schilderde in zijn schildersloopbaan een hele reeks volwaardige en realistische naakten. Als model gebruikte hij vaak jonge vrouwen uit de Amsterdamse volksbuurten. De vrouw op dit schilderij heet dan ook gewoon Sjaantje van Ingen. Zij was een model dat voor meerdere Amsterdamse schilders poseerde. Over haar leven is verder weinig bekend. Israëls heeft haar eind jaren 1890 meerdere malen afgebeeld, soms in nagenoeg identieke poses als op het hier besproken schilderij.

## Mooiste naaktschilderij
In 2009 werd Israëls' Liggend naakt verkozen tot het mooiste naaktschilderij van Nederland. Het schilderij kreeg de meeste stemmen in de verkiezing georganiseerd door Oog, het tijdschrift van het Rijksmuseum Amsterdam. Het publiek kon kiezen uit 69 schilderijen van Nederlandse schilders die door een redactie waren geselecteerd, variërend van Rembrandt tot Appel. Ruim tienduizend mensen brachten hun stem uit, 1113 stemmen werden uitgebracht op Liggend naakt. Het Toilet van Theo Molkenboer (1871-1920) en Het gerucht van Joop Moesman (1909-1988) werden op ruime afstand respectievelijk tweede en derde.